# Педриня
Педро Рикардо Маркес Перейра Монтейро или накратко Педриня (роден 3 май 1978) е бивш португалски футболист, полузащитник.

## Кариера
Педриня започва футболната си кариера в местния Пенафиел през 1996 г. и записва 110 мача и 4 гола. През 2001 г. е закупен от Пасош Ферейра, за който дебютира на 12 август същата година, бързо се утвърдява в отбора и дори става негов капитан. За Пасош има 178 мача и 14 гола. На 26 януари 2010 г. Педриня е привлечен в Черноморец (Бургас), където подписва 2-годишен договор на стойност 180 000 €. През декември 2010 г. е освободен от Черноморец (Бургас).

## Статистика по сезони
| Сезон    | Отбор           | Първенство | Мачове | Голове |
| -------- | --------------- | ---------- | ------ | ------ |
| 2010/пр. | Черноморец (Бс) | А група    | 11     | 2      |
| 2010/ес. | Черноморец (Бс) | А група    | 10     | 2      |